# Abd al-Hamid ibn Ahmad
Abd-al-Hamid ibn Àhmad ibn Muhàmmad ibn Abd-as-Sàmad aix-Xirazí (mort vers 1118) fou un visir gaznèvida a cavall dels segles xi i xii.
Era d'una família que tradicionalment havia servit els governants locals, primer els samànides i després els gaznèvides. El seu pare, Abu-Nasr Àhmad, fou visir de Massud (I) ibn Mahmud (1030-1040) i després de Mawdud ibn Massud (1041-1048).
Abd-al-Hamid va servir el sultà Ibrahim ibn Massud (1059-1099) durant els darrers vint anys del seu regnat i després el seu fill Massud (III) Ala-ad-Dawla (1099-1115) durant setze anys.
Va morir vers el 1118, probablement executat per ordre de Bahram-Xah ibn Massud, que el considerava massa proper als interessos de l'anterior sultà, Màlik Arslan Xah ibn Massud (1116-1118), a qui Bahram-Xah havia enderrocat amb suport seljúcida.